# Чекиров, Кузьма Емельянович
Кузьма́ Емелья́нович Чеки́ров (28 июня 1907, с. Новое Пшенево, Мордовия — 21 февраля 1982, Челябинск) — сапёр 4-го отдельного сапёрного батальона 193-й стрелковой дивизии 65-й армии Центрального фронта, красноармеец. Герой Советского Союза (1943).

## Биография

Могила К. Е. Чекирова

Родился 15 июня 1907 года в селе Новое Пшенево в крестьянской семье. Мордвин. Работал в колхозе.
В Красной Армии с июня 1941 года. В действующей армии с марта 1943 года. Член ВКП(б)/КПСС с 1943 года.
Сапёр 4-го отдельного сапёрного батальона красноармеец Кузьма Чекиров при форсировании реки Днепр 15-17 октября 1943 года в районе посёлка городского типа Лоев Лоевского района Гомельской области Белоруссии отличился в строительстве причала для паромной переправы и на самой переправе через Днепр.
Указом Президиума Верховного Совета СССР от 30 октября 1943 года за образцовое выполнение боевых заданий командования и проявленные при этом мужество и героизм красноармейцу Чекирову Кузьме Емельяновичу присвоено звание Героя Советского Союза с вручением ордена Ленина и медали «Золотая Звезда».
После войны К. Е. Чекиров демобилизован. С 1945 года жил в городе Челябинск. Работал на Челябинском металлургическом комбинате. Избирался депутатом Верховного Совета СССР 2-го созыва.
Скончался 21 февраля 1982 года. Похоронен в Челябинске на Успенском кладбище.
Награждён орденами Ленина, Красного Знамени, Красной Звезды, медалями.
На здании школы в селе Новое Пшенево в память о славном земляке установлена мемориальная доска.